# Asura isabelina
Asura isabelina là một loài bướm đêm thuộc phân họ Arctiinae, họ Erebidae.